# Auxiliar de enfermagem
Auxiliar de enfermagem é um profissional que presta serviços de enfermagem.

## No Brasil
No Brasil, é um profissional com formação de nível médio, regulado pela Lei nº 7.498, de 25 de junho de 1986 e pelo Decreto nº 94.406 de 08 de junho de 1987. Executa as atividades auxiliares atribuídas à equipe de Enfermagem, cabendo-lhe preparar o paciente para consultas, exames e tratamentos; observar, reconhecer e descrever sinais e sintomas, ao nível de sua qualificação; executar tratamentos especificamente prescritos, ou de rotina;aplicar oxigenoterapia, nebulização, enteroclisma, enema e calor ou frio; executar tarefas referentes à conservação e aplicação de vacinas; efetuar o controle de pacientes e de comunicantes em doenças transmissíveis; realizar testes e proceder à sua leitura, para subsídio de diagnóstico; colher material para exames laboratoriais; prestar cuidados de Enfermagem pré e pós-operatórios; circular em sala de cirurgia e, se necessário, instrumentar; executar atividades de desinfecção e esterilização; prestar cuidados de higiene, banho e conforto ao paciente e zelar por sua segurança;zelar pela limpeza e ordem do material, de equipamentos e de dependência de unidades de saúde; integrar a equipe de saúde; participar de atividades de educação em saúde; executar os trabalhos de rotina vinculados à alta de pacientes; participar dos procedimentos pós-morte.

### Exército Brasileiro
Auxiliar de Enfermagem também é uma  Qualificação Militar de Subtenentes e Sargentos (QMS) do Exército Brasileiro. Seus integrantes são formados na EsSEx (Escola de Saúde do Exército). Seu Curso de Aperfeiçoamento de Sargentos é feito na mesma Escola. Sua função nas unidades de Saúde do Exército é apoiar os médicos, dentistas e farmacêuticos no atendimento aos pacientes.